# 罗坑水库 (曲江)
罗坑水库位于中国广东省韶关市曲江区罗坑镇，是以防洪、灌溉为主，兼有发电、养殖等功能的中型水库。
西南部为广东曲江罗坑鳄蜥省级自然保护区和船底顶。